# オグルソープ郡 (ジョージア州)
オグルソープ郡（オグルソープぐん、英: Oglethorpe County）は、アメリカ合衆国ジョージア州の北東部に位置する郡である。2010年国勢調査での人口は14,899人であり、2000年の12,635人から17.9%増加した。郡庁所在地はレキシントン市（人口228人）であり、同郡で人口最大の都市はクロウフォード市（人口832人）である。
オグルソープ郡はアセンズ・クラーク郡大都市圏に属している。

## 歴史
オグルソープ郡は当初、1773年の条約によってクリーク族とチェロキー族インディアンからジョージア植民地に譲渡された広大な土地の一部だった。オグルソープ郡そのものは1795年12月19日に設立され、郡名はジョージア植民地の設立者ジェームス・オグルソープ将軍に因んで名付けられた。

## 地理
アメリカ合衆国国勢調査局に拠れば、郡域全面積は442.17平方マイル (1,145.2 km2)であり、このうち陸地441.11平方マイル (1,142.5 km2)、水域は1.06平方マイル (2.7 km2)で水域率は0.24%である。

### 主要高規格道路

#### アメリカ国道
- アメリカ国道78号線

#### ジョージア州道
- ジョージア州道10号線
- ジョージア州道22号線
- ジョージア州道77号線

### 河川
- ブロード川（北と北東）

### 隣接する郡
- エルバート郡 - 北東
- ウィルクス郡 - 東
- タリフェア郡 - 南東
- グリーン郡 - 南
- オコニー郡 - 西南西
- クラーク郡 - 西
- マディソン郡 - 北

### 国立・州立保護地域
- オコニー国立の森（部分）
- ワトソン・ミル屋根付橋州立公園（部分）[5]

### レクリエーション地域
- ブロード川ブロード支流と南支流の急流下り
- ATV・アンド・モーターバイク・パーク
- 狩猟: オジロジカ、七面鳥、ウサギ
- レキシントン市の歴史地区、遺産研究、アンティーク店舗
- 農業と農業ツアー、オグルソープ生鮮食品

## 人口動態
以下は2000年の国勢調査による人口統計データである。
| 基礎データ - 人口: 12,635人 - 世帯数: 4,849 世帯 - 家族数: 3,539 家族 - 人口密度: 11人/km2（29人/mi2） - 住居数: 5,368軒 - 住居密度: 5軒/km2（12軒/mi2） 人種別人口構成 - 白人: 78.29% - アフリカン・アメリカン: 19.75% - ネイティブ・アメリカン: 0.20% - アジア人: 0.25% - 太平洋諸島系: 0.04% - その他の人種: 0.63% - 混血: 0.85% - ヒスパニック・ラテン系: 1.38% | 年齢別人口構成 - 18歳未満: 25.8% - 18-24歳: 7.8% - 25-44歳: 30.0% - 45-64歳: 24.0% - 65歳以上: 12.4% - 年齢の中央値: 37歳 - 性比（女性100人あたり男性の人口） - 総人口: 94.4 - 18歳以上: 92.3 世帯と家族（対世帯数） - 18歳未満の子供がいる: 33.6% - 結婚・同居している夫婦: 57.3% - 未婚・離婚・死別女性が世帯主: 11.5% - 非家族世帯: 27.0% - 単身世帯: 23.0% - 65歳以上の老人1人暮らし: 9.0% - 平均構成人数 - 世帯: 2.58人 - 家族: 3.05人 | 収入と家計 - 収入の中央値 - 世帯: 35,578米ドル - 家族: 41,443米ドル - 性別 - 男性: 30,733米ドル - 女性: 22,289米ドル - 人口1人あたり収入: 17,089米ドル - 貧困線以下 - 対人口: 13.2% - 対家族数: 10.0% - 18歳未満: 15.9% - 65歳以上: 18.4% |

## 都市と町
- アーノルズビル
- クロウフォード
- レキシントン - 郡庁所在地
- マキシーズ

## 著名な出身者
- ウィリアム・クロウフォード（1772年-1834年） - 在フランスアメリカ合衆国公使、アメリカ合衆国陸軍長官、アメリカ合衆国財務長官、またアメリカ合衆国大統領候補として当選寸前までいった
- メリウェザー・ルイス（1774年-1809年） ルイス・クラーク探検隊の指導者、10代のころにオグルソープ郡在住
- ケニー・ロジャース（1938年-）、カントリー・ミュージック歌手、一時期オグルソープ郡に住み、ビーバーダム農園を所有していた。